# Csalakli
Csalakli (macedónul: Чалакли, törökül Çalıklı) település Észak-Macedóniában, a Délkeleti körzetben, a Valandovói járásban.

## Népesség
| Lakosok száma | 140  | 172  | 111  | 85   | 198  | 297  | 277  | 385  | 412  |
|               | 1948 | 1953 | 1961 | 1971 | 1981 | 1991 | 1994 | 2002 | 2021 |

- 1994-ben 358 lakosa volt.
- 2002-ben 277 lakosa volt, akik mindannyian törökök.